# Entheus
Entheus é um gênero de borboletas neotropicais que pertence à subfamília Eudaminae, em que está presente na tribo Entheini e é seu gênero tipo.

## Espécies
- Entheus aureanota Austin, Mielke & Steinhauser, 1997
- Entheus aureolus Austin, Mielke & Steinhauser, 1997
- Entheus bombus Austin, Mielke & Steinhauser, 1997
- Entheus crux Steinhauser, 1989
- Entheus curvus Austin, 1997
- Entheus eumelus (Cramer, 1777)
- Entheus eunyas Austin, Mielke & Steinhauser, 1997
- Entheus gentius (Cramer, 1777)
- Entheus huertasae Grishin, 2013
- Entheus latebrosus Austin, 1997
- Entheus lemna (Butler, 1870)
- Entheus matho Godman & Salvin, 1879
- Entheus ninyas Druce, 1912
- Entheus priassus (Linnaeus, 1758)
- Entheus telemus Mabille, 1898
- Entheus warreni Grishin, 2012